# Leopoldów Wąskotorowy
Leopoldów Wąskotorowy – dawny przystanek osobowy kolejki wąskotorowej w Leopoldowie, w gminie Trzeszczany, w powiecie hrubieszowskim, w województwie lubelskim.